# Архангельське сільське поселення (Красногорський район)
Арха́нгельське сільське посе́лення — муніципальне утворення в складі Красногорського району Удмуртії, Росія. Адміністративний центр — село Архангельське.
Населення — 384 особи (2015; 419 в 2012, 470 в 2010).
До складу поселення входять такі населені пункти:
| Населений пункт          | Населення, осіб (2010) | Населення, осіб (2012) |
| ------------------------ | ---------------------- | ---------------------- |
| Архангельське, село      | 355                    | 315                    |
| Новий Караул, присілок   | 66                     | 61                     |
| Новий Качкашур, присілок | 0                      | 0                      |
| Рилово, присілок         | 49                     | 43                     |
| Чебаково, присілок       | 0                      | 0                      |